# Ahmet Düverioğlu
Ahmet Düverioğlu (nacido Ahmad Hekmat Al-Dwairi, Estambul, 4 de marzo de 1993) es un baloncestista jordano, con ciudadanía turca, que pertenece a la plantilla del Esenler Erokspor de la BSL turca. Con 2,10 metros de estatura, juega en la posición de pívot.

## Trayectoria deportiva

### Profesional
Comenzó su carrera profesional en Jordania, en el Zain Club, donde jugó una temporada, de la que pasó al Al Riyadi Amman y posteriormente al ASU Sports Club, donde ganó la liga de aquel país en las dos temporadas en las que permaneció en el equipo.
En el verano de 2014 fichó por el KK Mega Leks serbio, pero fue traspasado antes del comienzo de la temporada al Anadolu Efes S.K. turco, quienes lo pusieron a jugar en su equipo filial, el Pertevniyal S.K. de la Türkiye Basketbol 1. Ligi. Ahí jugó una temporada, en la que promedió 9,7 puntos, 6,0 rebotes y 1,2 tapones por partido.
En 2015 pasó a formar parte de la primera plantilla del Anadolu Efes S.K., equipo con el que además disputó la Euroliga, promediando en ambas competiciones 2,2 puntos y 1,7 rebotes por partido. Tras ser cortado por el club en el verano de 2016, fichó por tres temporadas con el Fenerbahçe Ülkerspor.
Tras seis temporadas en el Fenerbahçe, el 21 de junio de 2022 firmó con el Frutti Extra Bursaspor de la Basketbol Süper Ligi (BSL) turca.
El 12 de octubre de 2023 fichó por el Çağdaş Bodrumspor, también de la de la Basketbol Süper Ligi.
El 4 de julio de 2023 anunció su fichaje por el BC Dubai de la ABA Liga.
El 7 de julio de 2025 fichó por el Esenler Erokspor de la BSL turca.

### Selección nacional
Ahmet Düverioğlu ha formado parte de la selección de Jordania, con la que consiguió el Campeonato Árabe en 2011 y el Campeonato de Oriente Medio en 2014.
Durante agosto y septiembre de 2023 fue integrante de la selección de Jordania que participó en el Mundial de 2023 celebrado en Asia, y que finalizó en último lugar.